# Klown Kamp Massacre
Klown Kamp Massacre es una película de terror americana 2010 escrita y dirigida por Philip HR Gunn y David Valdez. Ellos han estado escribiendo y dirigiendo películas juntos durante más de quince años.

## Argumento
Hace quince años, Edwin (Jared Herholtz) fue al campamento del payaso para cumplir su sueño de llevar la risa a todo el mundo, sin embargo nadie consigue reírse. Humillado en la noche de graduación, Edwin asesina brutalmente a todo el campamento antes de desaparecer y convertirse en leyenda.
A pesar de las advertencias del borracho del pueblo, Bonzo (Mike Miller) ha vuelto a abrir el rancho y una nueva clase para payasos se ha aperturado. Cuando su instructor el sargento Funnybone (Miguel Martínez) es encontrado muerto en un charco de pastel de crema y sangre, el plan de estudios pasa de la comedia a la supervivencia.

## Reparto
- Jared Herholtz como Edwin.
- Mike Miller como Bonzo.
- Miguel Martínez como Funnybone.
- Lloyd Kaufman como Vic Vickers.
- Chris Payne como Puff.
- Isaac Kappy como Buzter Pie.
- Ross Kelly como Philbert.